# 심판 (농구)

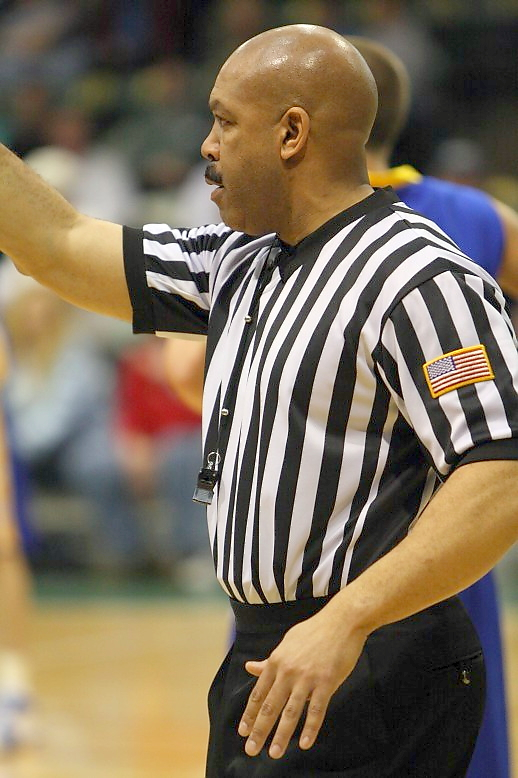
NCAA 심판 Moe Kincaid가 2008년 칼리지 농구 경기에서 호출하고 있다.

농구에서의 심판(審判)은 경기를 관리하고 경기 중 각종 이벤트에 농구 규칙에 따라 판정을 하는 사람의 호칭이다.
농구에서는 심판이 규칙을 집행하고 경기 질서를 유지한다. 심판이라는 직함은 득점원, 계시원, 그리고 경기를 유지하는 데 적극적으로 참여하는 기타 인원에게도 적용된다. 농구는 경기 속도, 규칙의 복잡성, 사건별 규칙 해석, 즉각적인 결정 요구 등으로 인해 심판하기 가장 어려운 스포츠 중 하나로 간주된다.
팀 구성에 따라 주심 1명과 심판 1명 또는 2명이 있다. NBA에서는 수석 임원을 크루 치프(Crew Chief)라고 부르며, 심판 1명과 심판 1명이 포함된다. FIBA가 승인한 플레이에서 2인승 팀은 팀장과 심판원으로 구성되며, 3인승 팀은 팀장과 심판 2명으로 구성된다.
그럼에도 불구하고 두 등급의 임원 모두 게임의 거의 모든 측면을 통제할 수 있는 동일한 권리를 갖는다. 대부분의 경우 수석 심판(FIBA에서는 팀장)이 점프볼을 수행하여 경기를 시작하지만 NFHS, NCAA 및 NBA에서는 심판이 어떤 심판(심판 또는 심판)을 지정할 수 있도록 허용했다.